# Eskilstuna-Kuriren
Eskilstuna-Kuriren är en liberal dagstidning, som publicerats i Eskilstuna sedan 1890, från 1955 under namnet Eskilstuna-Kuriren med Strengnäs Tidning.
Ansvarig utgivare är (2023) Ulrika Sjöblom. Bland tidigare medarbetare märks framför allt J A Selander, som var chefredaktör 1920-1963 och vars starkt kritiska hållning mot Nazityskland och Sovjetunionen under andra världskriget ledde till såväl åtal som att tidningens upplaga tre gånger konfiskerades av statsmakterna.

## Spridning och upplaga
Eskilstuna-Kuriren har lokalredaktioner i Flen och, under namnet Strengnäs Tidning, i Strängnäs och Mariefred. Utöver Eskilstuna, Torshälla och Strängnäs är Eskilstuna-Kuriren den största morgontidningen också i Flen, och har stor spridning även i Kungsör. Upplagan är 21 300 exemplar, varav 7 100 digital upplaga (TA år 2022).

## Ägarförhållanden
Eskilstuna-Kuriren AB ägdes tidigare till 100% av Eskilstuna-Kurirens Stiftelse. Bolaget var i sin tur fullständig ägare till Katrineholms-Kuriren AB och Mediehuset i Sörmland AB, samt till 95% ägare av Tidningen Folket AB. I mitten av 2007 förvärvades även Södermanlands Nyheter, med angränsande utgivning i Nyköpings kommun, Oxelösunds kommun, Trosa kommun och Gnesta kommun.
Koncernen utgav Eskilstuna-Kuriren med Strengnäs Tidning, Katrineholms-Kuriren och Södermanlands Nyheter, samt fram till 2015 även Folket. Vidare hade koncernen eget tryckeri, mediecenter, reklamateljé etc.
I september 2018 meddelades att Sörmlands Media med Eskilstuna-Kuriren, Södermanlands Nyheter, Katrineholms-Kuriren, ägarandelen i Mittmedia och tryckeriintresse skulle säljas till NTM-koncernen.

## Chefredaktörer
- Jonas Erik Wahlberg, 1890-1908
- Carl Gustaf Ekman, 1908-1913
- Erik Böhmer, 1913-1919
- August Ljunggren, 1919-1920[3]
- J A Selander, 1920-1963
- Olof Wermelin, 1963-1964
- Hans Schöier, 1965-1989
- Jerker Norin, 1989-1997
- Lorentz Hedman, 1997-1999
- PeO Wärring, 1999-2015
- Elisabet Bäck, 2015[4]
- Eva Burman, 2015-2023
- Ulrika Sjöblom, 2023-